# تنوب أزغب الثمار
تنوب أزغب الثمار (الاسم العلمي: Abies lasiocarpa) هو نوع من النباتات يتبع جنس التنوب من الفصيلة الصنوبرية.